# Czarna (Końskie járás)
Czarna község Końskie járásban, a Szentkereszt vajdaságban, Lengyelország középső, déli részén található.
A Szentkereszt vajdaságban elhelyezkedő Czarna község Gmina Stąporków gminában (község) található. A község Stąporkówtól 3 km-nyire délnyugatra fekszik, míg járási székhelytől, Końskietől 10 km-nyire délkeletre és Kielcétől 30 km-nyire északra található. 
A településen 330 fő él.

## Fordítás
Ez a szócikk részben vagy egészben  a   Czarna, Końskie County című angol Wikipédia-szócikk ezen változatának fordításán alapul.  Az eredeti cikk szerkesztőit annak laptörténete sorolja fel. Ez a jelzés csupán a megfogalmazás eredetét és a szerzői jogokat jelzi, nem szolgál a cikkben szereplő információk forrásmegjelöléseként.